# Laryngomalaci
Laryngomalaci är ett medicinskt tillstånd som förekommer framförallt hos nyfödda barn upp till ett års ålder. Laryngomalaci innebär att struphuvudets övre öppning är trång, vilket försvårar luftpassagen. När barnet andas in sugs mjukvävnad med av luftflödet, enligt Bernoulliprincipen, vilket ytterligare försvårar flödet. Detta kan ge upphov till inspiratoriska biljud, stridor, och synas utanpå kroppen som indragningar i jugulum, ovanför nyckelbenen och nedanför revbenen. Även om tillståndet är medfött, är det först vid några veckors ålder som de första symptomen brukar visa sig.
Laryngomalaci anses bero på bristande mognad i mjukvävnaden vid struphuvudets ingång. Det kan röra sig dels om stramhet, dels om svullnad eller bristande stabilitet. Vid laryngoskopi ses ofta ett omegaformat struplock som vid inandning närmar sig struphuvudets ingång.
Vanligtvis växer laryngomalaci bort med tiden och symptomen klingar av när barnet blir större. I svåra fall med mycket påverkad andning kan laryngomalaci medföra att barnet inte tillväxer som förväntat, så kallade uppfödningssvårigheter.
I allvarliga fall kan det bli nödvändigt att snabbt säkra luftvägen genom intubering eller trakeotomi. Det är också möjligt att operera laryngomalaci med supraglottoplastik.